# Ysunda

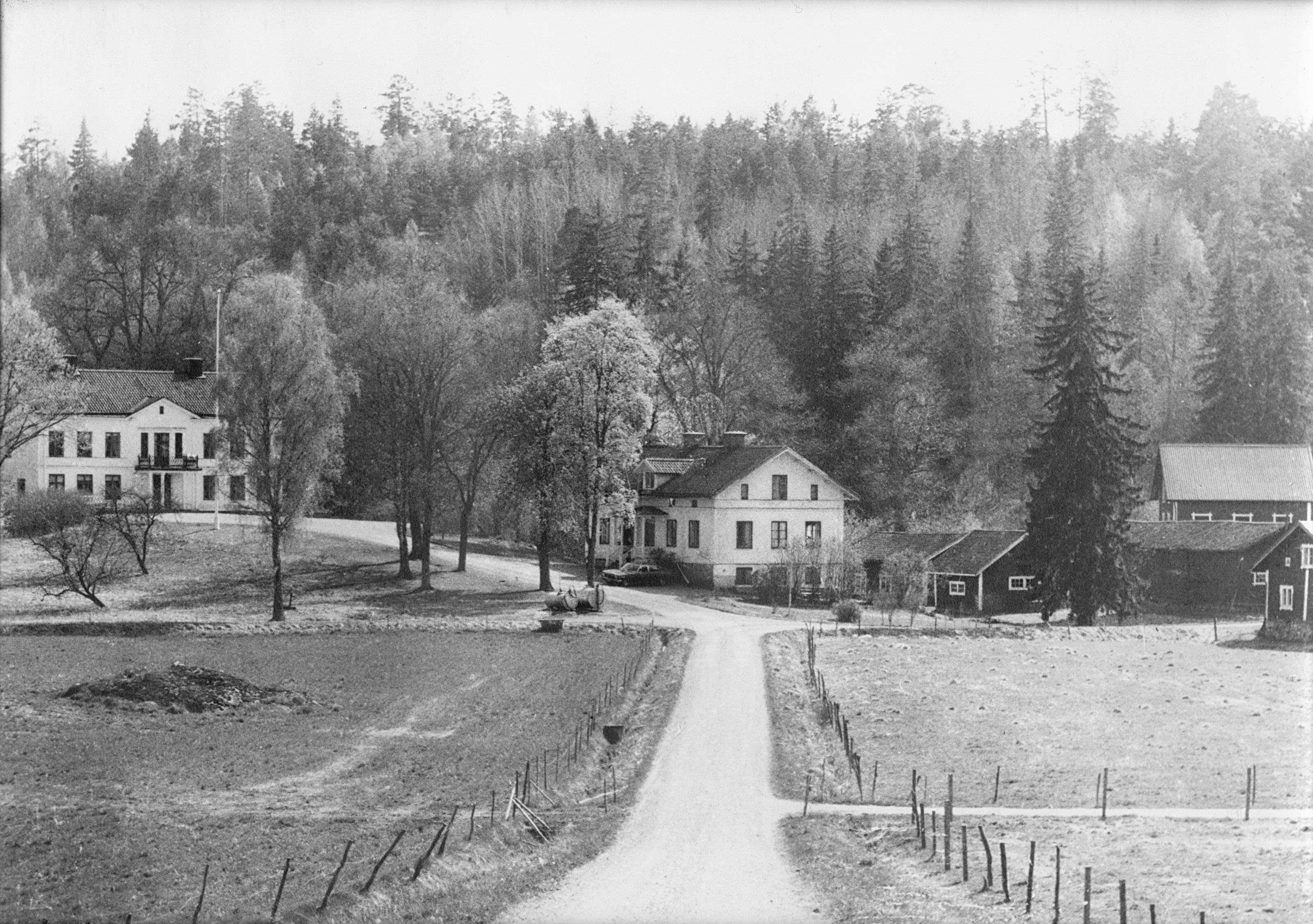
Ysunda Herrgård

Ysunda herrgård i Finspångs kommun ligger vid strömmen där sjön Åmlången övergår i Glan. Här vid strömmen anlades redan 1640 ett järnbruk som kom att drivas fram till 1872. Det fick privilegier 1666 av drottning Kristina. Ysunda ägs under 1600-talet av Sten Ivarsson. 
1799 är Ysunda manufakturverk privilegierat till inrättande av en knipphammare och en spikhammare. 1844 köper Magnus Lorentz Ekelund även Börgöls bruk.
Här finns idag en väl sammanhållen bruks - och herrgårdsrniljö i 1800-talsstil.  Av smedjan finns dock enbart en husgrund kvar, strax intill kvarnen.

## Historik
Ysunda, egendom i Risinge socken, Finspånga läns härad. Från 1687 inträder Hans Schmidt och hans hustru Brita Dissman som ägare. Sedermera övergår ägandet till deras dotter Anna Kruse och länsman Gudmund Larsson. 1700 ägs Ysunda av majoren Gabriel Gyllenståhl. 1725 ägs Ysunda av arvingarna till Gudmund Larson. 1760 ägs Ysunda till ¾ av justitieborgmästaren i Norrköping Claes Per. Jancke och assessorn Karl Nik. Wadström till ¼, med privilegier för en hammare och två härdar. Vidare omnämns översten Erik Göran Adelswärd som ägare. 1788 köps Ysunda av Johan Jakob De Geer för att samma år övergå i ägo till sekreteraren Johan Pamp, 1817 ärvs bruket av häradshövding J. J. Pamp, vilken 1826 säljer Ysunda till sin svåger brukspatron Magnus Lorentz Ekelund. Tillhörde från 1850 dennes son, brukspatron Konrad A. Ekelund samt slutligen hans maka, änkefru Augusta Ekelund och barn.